# Синглтоны
Сингельто́ны, или синглто́ны (от англ. singleton «одиночка») — люди, предпочитающие жить отдельно от других, сознательно отказывающиеся от брака и образующие своеобразную семью из одного человека. Термин «сингельтон» был популяризирован романами и фильмами о Бриджит Джонс, но используется он также и в социологии. Главный герой сериала «Кайф с доставкой» также является сингельтоном.

## Особенности
Социолог Эрик Кляйненберг считает, что до 1950-х годов в обществе не было большого количества одиноких людей. Одиночество возникало, когда пожилые люди переживали своих супругов и когда мужчины мигрировали в поисках работы. В наши дни коллективизм, в том числе в семейной жизни, стал пережитком прошлого, современный человек индивидуалистичен и живёт ради саморазвития, поэтому образ жизни сингельтонов прогрессивен. Множество людей вполне счастливо живёт в одиночестве в городах и общается при помощи современных технологий — телефона, электронной почты и социальных сетей. Клайненберг обнаружил, что способность женщин работать, владеть имуществом и инициировать развод создаёт больше возможностей для одинокой жизни; в таких странах, как Саудовская Аравия, где женщины не эмансипированы, относительно немного людей живут одни. По мнению Клайненберга, молодые одинокие люди хотят избавиться от стереотипа, что их жизнь воспринимается в обществе как неудачная, выставляя напоказ пример личного успеха и неординарности. Так или иначе, многие сингельтоны испытывают на себе давление общества и даже дискриминацию, названную Беллой Депауло «синглизмом». Тяжелее прочих одиночество воспринимают недавно овдовевшие люди, особенно если потеря близкого сулит ухудшение самочувствия, смерть или помещение в дом престарелых.
В западных странах средний возраст мужчин-сингельтонов примерно равен 35-40 лет, в России же сингельтоны несколько моложе, им от 25 до 40 лет. Число сингельтонов увеличивается вследствие непрочности социальных связей и отсутствия желания заводить отношения и, по данным ВЦИОМ, составляет 20 % трудоспособного населения, включая профессионалов с высокой заработной платой, малых предпринимателей, чиновников среднего звена и представителей креативного класса. Психолог Марк Сандомирский оценивает число сингельтонов в развитых европейских странах в 20-30 % от всех людей молодого и среднего возраста. По его мнению, в традиционном обществе вне семьи было трудно выжить, однако сейчас люди часто обеспечивают себя сами и не намерены делиться своим временем и деньгами с кем-либо ещё. Сандомирский не считает сингельтонов однородным явлением и выделяет среди них три подгруппы: первая — люди в возрасте до 25 лет, живущие в своё удовольствие и перекладывающие свои проблемы на родителей; вторую подгруппу составляют тридцатилетние карьеристы, что пожертвовали семейным счастьем в угоду своим амбициям и деловым успехам; в третьей подгруппе находятся сингельтоны от 40 лет и старше, многие из них испытали неудачи на личном фронте и более не хотят испытывать разочарований. Сингельтон может оставаться в одиночестве бессознательно, потому что где-то внутри себя опасается ответственности за других людей. По мнению Сандомирского, в поведении сингельтона прослеживаются инфантильные, эгоистичные и эгоцентричные черты.
Увеличение числа сингельтонов связано также с развитием общества потребления. Сингельтоны разборчивы и придирчивы как потребители, охотно покупают качественные товары для личного пользования, но не склонны к расточительству.
Избирательные сингельтоны не желают менять привычный уклад жизни и отказываться от своих привычек. Они редко расширяют своё жизненное пространство ради другого человека, а зачастую и намеренно ограждают себя от чужаков. Собственную индивидуальность, личное пространство и внутренний мир сингельтон тщательно оберегает от посягательств извне. Идейных сингельтонов устраивает жизнь, и они полностью себя обеспечивают, но принципиально не желают создавать семью, рожать детей, водить дружбу с кем-либо и поддерживать постоянную связь с родственниками, дабы не возникла необходимость считаться с мнением посторонних и действовать по их указаниям; такие сингельтоны не вступают в длительные половые или дружеские отношения, с осторожностью относятся к новым знакомствам. Существуют и вынужденные сингельтоны, скрывающие за маской одиночества комплексы, необщительность и неумение поддерживать социальные связи. По мнению О. Межениной, из 20 % одиноких россиян только 5 % — убеждённые сингельтоны, а для остальных 15 % такой образ жизни — самообман и психологическая защита: они не против создания семьи, но по социальным или экономическим причинам не могут этого сделать.